# Geschichte der Ersten Kammer der Generalstaaten
Die Geschichte der Ersten Kammer der Generalstaaten reicht bis in die Jahre 1814 und 1815 zurück. Damals entstanden die heutigen Niederlande als konstitutionelle Monarchie mit einem Zweikammersystem als Volksvertretung. Die Erste Kammer wird Senat genannt; ihre Zustimmung ist für Gesetze genauso wichtig wie die der Zweiten Kammer. Allerdings findet die eigentliche politische Auseinandersetzung in der Zweiten Kammer statt.
Das liegt zum Teil daran, dass die Zweite Kammer von Anfang an gewählt wurde. Die Mitglieder Erste Kammer hingegen wurden vom König ernannt. So galt die Erste Kammer als Bollwerk der Monarchie. Nach 1849 wurde die Erste Kammer indirekt gewählt, auf der Grundlage eines sehr strengen Zensuswahlrechtes. „Wahlmänner“ sind seitdem die Mitglieder der Provinzparlamente. In den Jahren von 1917 bis 1922 haben grundlegende Reformen das niederländische Parlament demokratisiert. Seitdem werden beide Kammern nach allgemeinem Wahlrecht für Männer und Frauen gewählt, die Erste Kammer aber immer noch indirekt über die Provinzparlamente.

## Vorgeschichte
In den Burgundischen (Habsburger) Niederlanden kamen zuerst 1464 die Staten-Generaal zusammen, die Allgemeinen Stände.
Dabei handelte es sich um Abgesandte der Stände in den einzelnen Provinzen. Es ging darum, Steuererhebungen schneller durchsetzen zu können. Nach der Teilung in Nordniederlande (die heutigen Niederlande) und Südniederlande (das heutige Belgien) nach 1568 waren nur noch die Generalstaaten des Nordens von Bedeutung. Gemeinschaftliche Angelegenheiten der Sieben Vereinigten Provinzen wurden von den Abgeordneten der Provinzen beraten, stets in Rücksprache mit der eigenen Provinz.
Im Süden gab es während der französischen Besetzung Ende des 18. Jahrhunderts das Zweikammersystem in Gestalt des Conseil des Cinq Cents und des Conseil des Anciens. Im Norden kam 1798 eine „batavische Verfassung“ zustande. Dabei sollte das Vertegenwoordigend Lichaam (Vertretende Körperschaft) zwei Kammern haben, eine Erste mit 64 Mitgliedern, um Gesetze einzubringen, und eine Zweite mit 30 Mitgliedern, um sie in Kraft zu setzen. Die Zweite wurde aus der Mitte der Ersten, also aus dem Gesamtparlament, gewählt. Im Oktober 1801 wurde aus dem Wetgevend Lichaam (Gesetzgebende Körperschaft) ein Einkammer-Parlament. Es hatte 35 Mitglieder und wenig Macht.

## Einführung des Zweikammersystems 1815

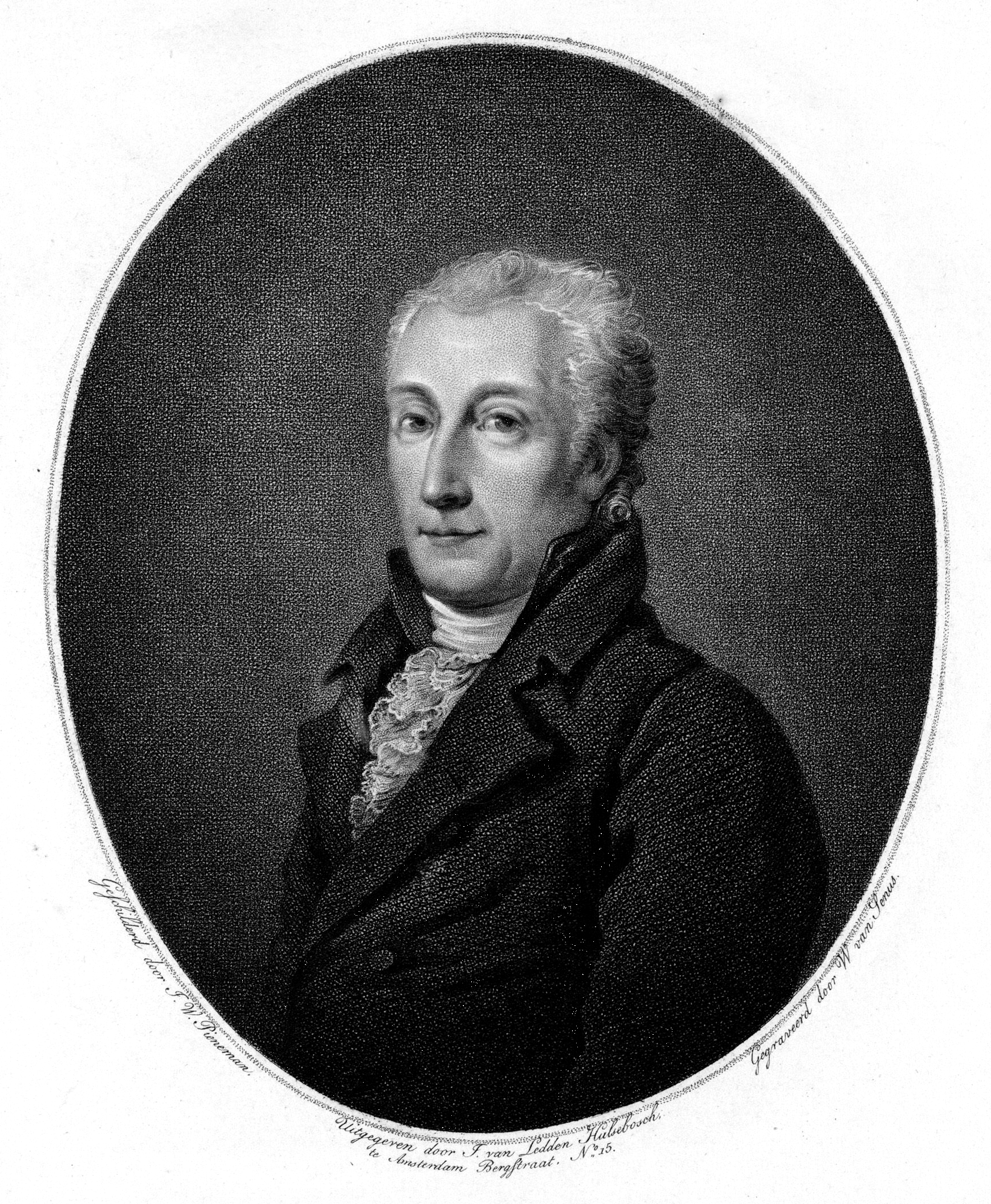
Gijsbert Karel van Hogendorp aus Rotterdam gilt als Frühliberaler

Nachdem Wilhelm von Oranien 1813 in die Niederlande zurückgekehrt war, erarbeitete der Jurist Gijsbert Karel van Hogendorp eine neue Verfassung. Die Hauptfrage bestand darin, wie der Adel in das politische System einzubeziehen sei. Eine Verfassungskommission befürwortete die Einrichtung einer einzigen Kammer; maximal ein Viertel der Abgeordneten sollten Adlige aus den Provinzen und Landschaften sein. Die Ernennung adliger Mitglieder auf Lebenszeit oder gar eine Erblichkeit stieß auf Widerstand. Die Verfassung vom März 1814 sah das Parlament, die Staten-Generaal, als mehrheitlich adlige Ständevertretung einem mächtigen König gegenüberstehen. Das Hinzukommen der südlichen Niederlande 1814 machte jedoch neue Beratungen nötig. Im Mai 1815 kam eine Kommission aus elf Nordniederländern und elf Südniederländern zusammen.
Nicht nur, aber vor allem die Südniederländer (im Sinne des späteren Belgien) wollten ein Oberhaus für den Adel. Gerade im Süden gab es noch alten Adel. Wichtig waren auch die Vorbilder England und Frankreich mit ihren beiden Kammern. Aus Sicht des Königs bedeutete das Oberhaus, dass seine Macht nicht einseitig durch das Volk, durch den südniederländischen Adel oder die früheren Regenten des Nordens bedroht wurde.
Die Unterkommission, die am 22. Mai 1815 eine zweite Kammer behandelte, befürwortete diese, nach ausländischem Vorbild, als ein Bollwerk um den Thron und gegen „alle willkürliche Ausdehnung der Macht“. In der Zweiten Kammer saßen Gesandte der Provinciale Staten, der Provinzparlamente. Diese wiederum wurden indirekt nach Ständen zusammengestellt: Adel, Städte, ländliche Gebiete. Zwar konnte die Zweite Kammer Gesetze vorschlagen, doch waren Gesetze nur in begrenztem Maße für die Staatsleitung erforderlich. Der König regierte vor allem mit Verordnungen.

## Adelskammer des Königs 1815–1849

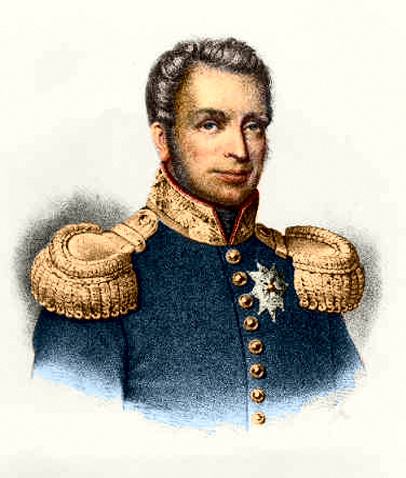
König Wilhelm I. der Niederlande hatte spätabsolutistische Neigungen

In dieser ersten Periode, als der König die Senatoren ernannte, war die Gesamtzahl noch nicht festgelegt. 1815 kamen zwanzig Senatoren aus dem Süden, fast ausnahmsweise entstammten sie Adelsgeschlechtern. In den Österreichischen Niederlanden hatten ihre Väter meist zivile oder militärische Ämter bekleidet. Bei den Nordniederländern, 18 an der Zahl, waren nur wenige aus altem Adel, die meisten kamen aus dem Stand der alten städtischen oder landschaftlichen Regenten. Einige hatten Ämter in der batavischen und französischen Zeit gehabt. Im Kabinett, im Staatsrat und in der Zweiten Kammer war die Mischung aus den alten Eliten ähnlich.
Der Senat kam nicht sonderlich oft zusammen, 1820/1821 beispielsweise nur neunmal. Die Sitzungen waren nicht öffentlich, und die Mitgliedschaft einer der vielen Posten zur Belohnung „verdienter“ Niederländer. Der König erwartete von den Mitgliedern, dass sie ihn unterstützen, und wer davon abweichend abstimmte, wurde am Hof ignoriert. Das „Affenhaus des Königs“, wie Spötter es nannten, erfüllte seinen Zweck als Bollwerk des Königs eben nicht. Streit zwischen dem autokratischen König und den schwachen Staten-Generaal kam kaum auf.
Doch hatte die Erste Kammer gewissen Einfluss, vor allem durch das Blockieren von Gesetzesinitiativen. Bis 1830 gab es, in erster Linie aus dem Süden stammend, eine oppositionelle Minderheit. So wollte 1815 ein Entwurf regeln, wie die Staten-Generaal dem König Glückwünsche und Petitionen darzubieten habe. Die Zweite Kammer nahm den Entwurf mit 70 gegen 13 Stimmen an, der königstreue Senat legte sein Veto ein.
Jahrelang war die Neigung des Parlaments, die Verfassung zu reformieren, gering. Als König Wilhelm II. im Frühling 1848 von der Revolution in Deutschland hörte, berief er aus Angst vor einem Volksaufstand eine Kommission ein. Sie stellte unter dem Vorsitz des Liberalen Johan Rudolf Thorbecke radikale Veränderungen vor. Beide Kammern sollten direkt gewählt werden, und zwar alle drei Jahre jeweils ein Drittel neu. Für die Erste Kammer seien nur diejenigen Bürger wählbar, die am meisten Steuern zahlten. Die Vorschläge stießen auf Widerstand in den Kammern, doch ein Machtwort des Königs führte zur Verfassungsreform. Als Kompromiss zwischen Reformern und Konservativen wurde die Erste Kammer indirekt gewählt, und zwar von den Provinzparlamenten.

## Kammer der Reichen 1849–1917

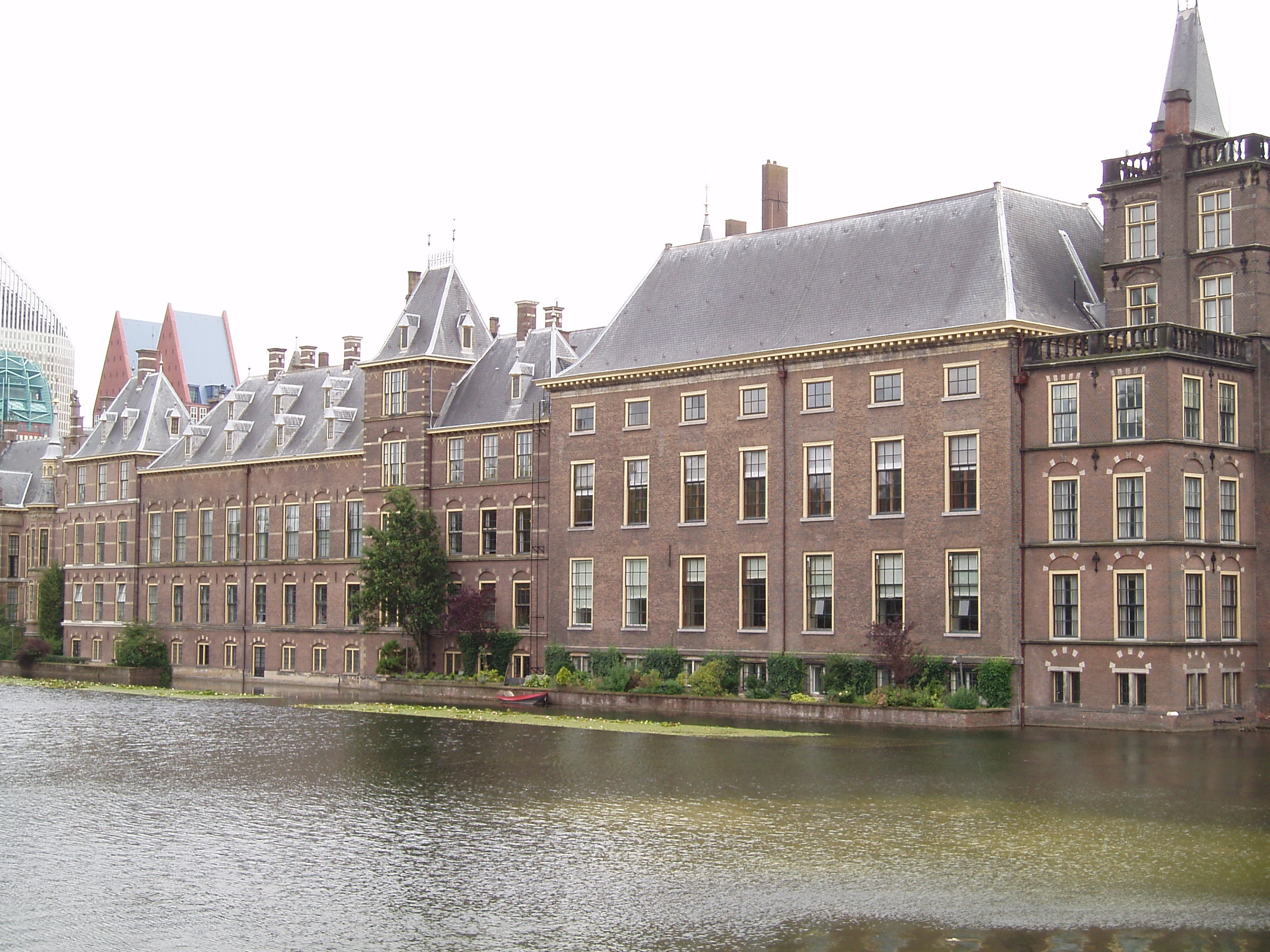
Gebäudeteil des Binnenhof, in dem die Erste Kammer tagt; Außenseite gesehen vom Hofvijver (Hofweiher) aus

Nach 1848 mussten die Staatsorgane ihre neue Rolle finden, und es entstanden ungeschriebene Regeln für den Umgang miteinander. Der König war nun offiziell „unverletzlich“, die Minister übernahmen die politische Verantwortung für seine Handlungen. Die Zweite Kammer konnte einen Gesetzentwurf mit einem Zusatz (einem amendement) versehen und erhielt dadurch größeren Einfluss auf die Gesetzgebung.
Auch nach 1848 blieb die Erste Kammer ein Mittel des Königs gegen die Zweite Kammer. Beispielsweise stand beim Eisenbahngesetz 1860 der König auf der einen Seite und die Minister zusammen mit der Mehrheit der Zweiten Kammer auf der anderen. Der König wollte das Gesetz verhindern; dank des Einschreitens der Ersten Kammer musste er nicht die Unterschrift unter den Entwurf verweigern. So ging man einer Königskrise aus dem Weg. Der Senat erhielt so, urteilt de Vries, seine Position eines Bollwerks für den nun unverletzlichen König. Aus einem folgsamen Kollegium wurde ein durchaus politisches Organ.
Der Senat mit seinen 39 Mitgliedern tagte nur selten im Jahr, und zwar seit 1848 öffentlich. Es bildeten sich erste politische Gruppierungen, meist um eine Person wie Thorbecke. Sowohl bei den Wahlen zur Zweiten Kammer als auch bei den Provinzwahlen war das Interesse der Bevölkerung gering, zumal im damaligen Mehrheitswahlsystem die Auswahl oft begrenzt war. Die niederländische Parteiengeschichte begann erst 1879, als der calvinistische Pfarrer Abraham Kuyper die antirevolutionäre Partei gründete.
Bei der Verfassungsreform des Jahres 1887 ging es bezüglich des Senats vor allem um die Wahl. Die Provinzparlamente seien eher administrativer als politischer Natur, lautete die Kritik, so dass sie für die Wahl des Senats wenig geeignet seien. Eine Mehrheit unterstützte schließlich die Beibehaltung des damaligen Zustandes und verwarf eine Direktwahl.
Für die Erste Kammer konnte nur kandidieren, wer eine bestimmte hohe Steuerlast zahlte. Vor allem die Liberalen wollten dies abschaffen, damit jene Kammer nicht einer Geldaristokratie vorbehalten sei. Die Konfessionellen waren dafür, dass beide Kammern sich weiterhin in diesem Punkt unterschieden. Nach einem parlamentarischen Hin und Her entschieden sich die Liberalen dafür, um eine Staatskrise zu vermeiden, die Anforderung beizubehalten. Es sollten zusätzlich aber auch Männer gewählt werden können, die hohe Staatsämter bekleideten oder bekleidet haben.
In jener Zeit blieb die Erste Kammer bei der Wahl eines Mitglieds für neun Jahre, wobei alle drei Jahre ein Drittel der Mitglieder neu gewählt wurde. Die Gesamtzahl der Senatoren betrug seit 1888 fünfzig. Die Legislaturperiode der Zweiten Kammer hingegen wurde auf vier Jahre verkürzt, und in den 1880ern wurde das aktive Wahlrecht für wohlhabende Männer deutlich ausgeweitet. Während in der Zweiten Kammer zuweilen die Konfessionellen eine Mehrheit hatten, dominierten im Senat die Liberalen.

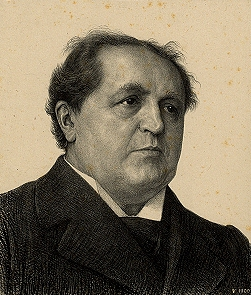
Abraham Kuyper (1900) von der Anti-Revolutionaire Partij

Nachdem es bereits zu Spannungen zwischen Liberalen und Konfessionellen gekommen war, kamen nach einer längeren liberalen Periode wieder die Konfessionellen an die Macht und bildeten die Regierung. Der antirevolutionäre Ministerpräsident Abraham Kuyper wollte ein Unterrichtsgesetz durchbringen, das von der liberalen Ersten Kammer im Juli 1904 abgelehnt wurde. Kuyper löste daher die Erste Kammer auf, mit Blick auf die für ihn günstigen Machtverhältnisse in den Provinzparlamenten. So kam das Gesetz schließlich leicht durch beide Kammern. Die Liberalen beschwerten sich vergeblich, die Auflösung des Senats entspräche nicht dem Geist der Verfassung bzw. des Zweikammersystems.

## Verfassungsreformen 1917–1922
Im Anlauf zur großen Verfassungsreform von 1917, der pacificatie, schlugen Freisinn und Sozialdemokratie die Abschaffung der Ersten Kammer vor. Zur Diskussion standen schließlich in der Debatte die Kandidatenanforderungen, die Auflösung (und eine eventuell zwangsweise Auflösung auch der Provinzparlamente), und der Aufgabenbereich. Die Erste Kammer konnte ein Gesetz, das sie nicht annehmen wollte, nur als Ganzes verwerfen. Das erschien als ein radikaler Schritt, der zu politischen Krisen führte. Daher sollte der Senat eventuell das Recht erhalten, einen Gesetzentwurf an die Zweite Kammer zurückzuschicken, oder aber selbst Zusätze anbringen dürfen.
Bei der pacificatie 1917 wurde das passive Wahlrecht für die Erste Kammer dem für die Zweite angeglichen. Beide Kammern waren nach dem Prinzip der Verhältniswahl zu wählen. Ansonsten sollte der Gesetzgeber die Senatswahl neu regeln. Durch die Demokratisierung des passiven Wahlrechts für den Senat erhielt er eine neue Aufgabe als Volksvertretung. Seine Mitglieder hatten keinen anderen gesellschaftlichen Hintergrund mehr als die der Zweiten Kammer. Der Wert des Senats lag nun darin, Gesetzentwürfe noch einmal zu prüfen.
Nach 1918, als im Ausland Revolutionen ausbrachen, plante man eine neue Verfassungsreform und behandelte die Erste Kammer umso ausführlicher. Schließlich verkürzte man 1922 die Periode des Senats auf sechs Jahre mit Wahl der Hälfte der Mitglieder nach drei Jahren. Dadurch wurde es wesentlich unwahrscheinlicher, dass in den Kammern unterschiedliche Mehrheiten zustande kamen. Von 1904 bis 1971 verfügten die drei großen konfessionellen Parteien, die 1980 zum Christen-Democratisch Appèl fusionierten, über die absolute Mehrheit.

## Funktionieren und Reformen nach 1922
Mit den Reformen veränderte sich die soziale Zusammensetzung des fünfzigköpfigen Senats nicht schlagartig, und weiterhin verwarf er nur selten ein Gesetz: in den 1920er-Jahren sechsmal, in den 1930er-Jahren fünfmal. De Vries erklärt die Zurückhaltung des Senats damit, dass in beiden Kammern die Kräfteverhältnisse seit 1923 fast die gleichen waren und dass der Senat sich aus den damals scharfen politischen Spannungen heraushalten wollte.
Im Jahre 1923 wurde im Senat ein neues Jagdgesetz behandelt. Dabei sollten die Privilegien des Adels fallen, unter anderem durften demnach auch Bauern Schädlinge bejagen. Den Fasan rechnete der Gesetzentwurf zu den Schädlingen. Trotz des Protestes adliger Senatoren wurde das Gesetz mit 19 zu 15 Stimmen angenommen, unterstützt von Sozialdemokraten, Freisinnigen und konfessionellen Arbeitervertretern. Bert van den Braak sieht im Jagdgesetz eine Illustration dafür, dass die Atmosphäre in der Ersten Kammer sich nicht sehr verändert habe, wohl aber das politische Kräfteverhältnis. Allmählich habe sich seit 1888 das Gewicht von den Aristokraten zu den Demokraten verschoben. Der vornehme Charakter des Senats als Heerensociëteit, als Gesellschaft von Herren, verschwand.
Am 21. Juni 1940, also etwa einen Monat nach dem Einmarsch, stoppten die deutschen Besatzer die Arbeit beider Kammern. 1945 standen noch 74 der 100 Abgeordneten der Zweiten Kammer zur Verfügung, 34 der 50 Senatoren. Die vorläufigen Generalstaaten füllten ihre gelichteten Reihen nach Vorschlägen der Nationaal Advies Commissie. Am 20. November kamen die Generalstaaten wieder zusammen, am 17. Mai 1946 wurde die Zweite Kammer gewählt, am 30. die Provinzparlamente.

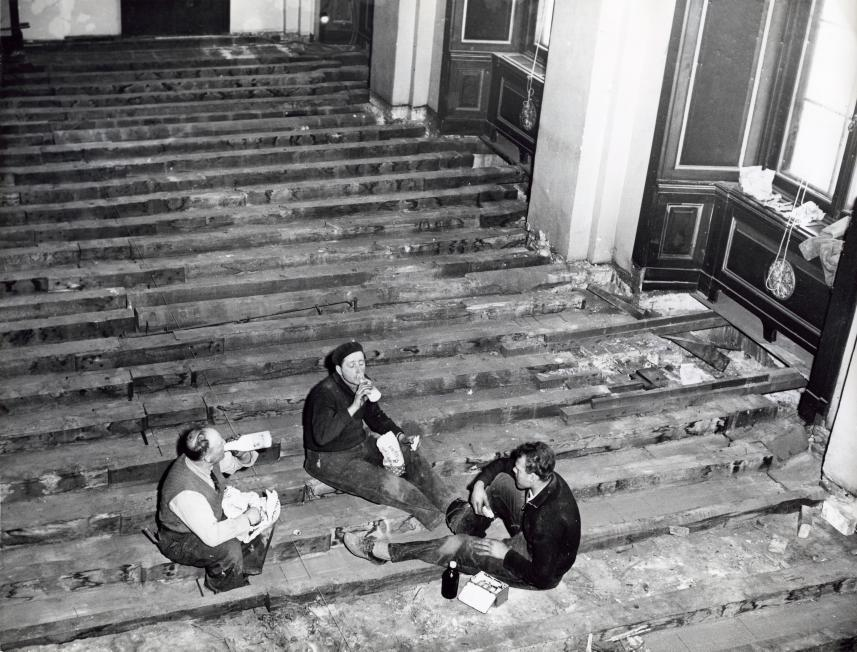
Umbau im Saal des Senats, 1956. Damals wurde die Sitzanzahl von 50 auf 75 erweitert.

Nach Ansätzen in den ersten Nachkriegsjahrzehnten kam es in den 1970er-Jahren zu einer breiten Diskussion, die 1983 in eine Verfassungsreform mündete. In den Ausschussberichten und im Regierungsentwurf wurde die Position des Senats diskutiert, aber seine Existenz an sich nicht in Frage gestellt. Der Senat sollte sechs Jahre lang im Amt sein, aber nicht mehr in Hälften gewählt werden, sondern auf einmal und zwar direkt. Bei einer Auflösung wurde der Senat nämlich bereits nicht mehr regulär gewählt, sondern in einer einzigen Wahl. Bedeutende Vorschläge zur gesetzgebenden Rolle des Senats gab es nicht; die Zweite Lesung sollte nur noch in der Zweiten Kammer stattfinden, und der Senat sollte nicht mehr am Haushalt beteiligt sein.
In der Zweiten Kammer stießen die moderaten Vorschläge des letzten Berichts 1974/1975 auf den Verdacht der Rechten, der Senat solle an Macht verlieren. Die Rechtsliberalen vermuteten darin eine Vorstufe zur Abschaffung. Der Großteil der Linken hingegen (PvdA, PPR, PSP, D66) beantragte direkt jene Abschaffung, denn die indirekte Wahl des Senats sei demokratisch nicht gewünscht, eine Direktwahl würde ihn jedoch zu „einem ungewünschten Doppelgänger der Zweiten Kammer“ machen. Schließlich nahm eine Kammermehrheit einen Antrag an, an den Befugnissen des Senats nichts zu ändern und ihn durch die Provinzparlamente für vier Jahre wählen zu lassen.
Bei der Reform 1983 kam in Bezug auf den Senat als Änderung nur zustande, dass von da an sowohl Zweite als auch Erste Kammer für vier Jahre zu wählen waren. Später gab es noch mehrere Diskussionen und Verfassungsreformen, erwähnenswert aber ist nur eine kleine Änderung für die Erste Kammer: Seit 1995 muss der Senat nicht mehr zur Grundgesetzänderung aufgelöst werden, sondern nur noch die Zweite Kammer.

## Geschichte der Wahl

### 19. Jahrhundert

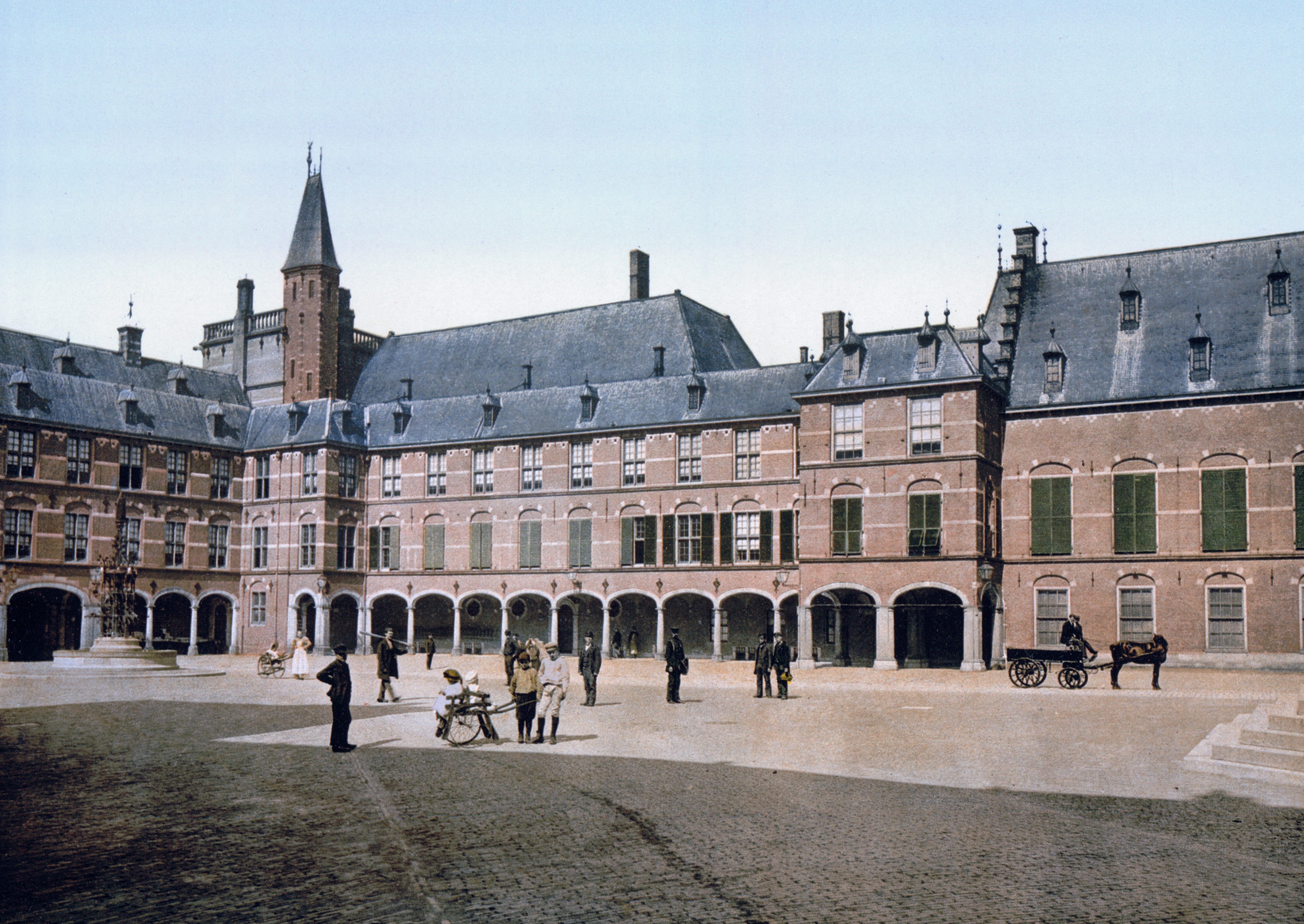
Hager Binnenhof mit Senatsgebäudeteil, um 1900

Nach der Verfassungsreform von 1848 wurden im Februar 1849 die Senatsmitglieder noch vom König eingesetzt, da die Zeit für eine Wahlordnung zu kurz war. 1850 kam es dann zu den ersten Senatswahlen. Auch wenn nur wenige der alten, ernannten Mitglieder wiederkamen, so waren die meisten bereits zuvor in den politischen Kreisen etabliert, wirkliche Neulinge gab es kaum. Sowohl die Zweite Kammer als auch die Provinzparlamente wurden nach dem Zensuswahlrecht bestimmt, das heißt, dass nur Männer wählen durften, die eine bestimmte Steuerlast trugen.
Zunächst also wählten seit der Verfassungsreform die wahlberechtigten Einwohner der Provinzen jeweils ihr Provinzparlament, die Provinciale Staten. Die Mitglieder der Provinzparlamente wurden für je sechs Jahre gewählt, alle zwei Jahre wurde ein Drittel erneuert. Bei Bedarf wählten die Provinzparlamente, mit absoluter Mehrheit, die Senatoren. Da ein Senator für neun Jahre gewählt wurde, trat alle drei Jahre ein Drittel der Senatoren ab, damals 13. Wie viele Senatoren ein Provinzparlament wählen durfte, hing von der Bevölkerungsanzahl der Provinz ab: Zuid-Holland wählte sieben Senatoren, das schwach besiedelte Drenthe nur einen. Kam es zu einer Kammerauflösung und mussten alle Senatoren neu gewählt werden, entschied das Los, wer für die volle Zeit und wer nur für einen Teil der Zeit Senator wurde.
Von größter Bedeutung für die Zusammensetzung waren die hohen Anforderungen an das passive Wahlrecht zum Senat. Das Alter für die Wählbarkeit war zwar von vierzig auf dreißig Jahre herabgesetzt worden, doch nur die bei der Steuer hoogstaangeslagenen (Höchstbesteuerten) durften kandidieren. Es gab einen Höchstbesteuerten je 3000 Einwohner einer Provinz. In der Provinz Zuid-Holland lebten seinerzeit 619.000 Einwohner, davon 206 Höchstbesteuerte. In einer reichen Provinz musste man ein höheres Einkommen für diesen Status haben als in einer armen, so konnte es sein, dass jemand beim Umzug von einer Provinz in die andere seine Wählbarkeit verlor. Allgemein war damals die Wahl noch eher eine Persönlichkeitswahl und richtete sich wenig an politischen Unterschieden aus.
Bei der Reform 1887 stieg der Anteil der Wahlberechtigten für die Provinzparlamente, und zwar von zwölf auf 25 Prozent der Männer. Dies hatte aber wegen des Wahlsystems nur langsam Folgen für die Zusammensetzung. 1896 wurde das Wahlrecht noch weiter ausgebreitet. Davon profitierten vor allem die konfessionellen Parteien.

### Demokratisierung und Reformen 1917–1923

Karte mit den niederländischen Provinzen. Die Provinz Flevoland gibt es erst seit 1986.

Im Demokratisierungsprozess 1917–1920 erhielten zuerst alle Männer, kurz darauf alle Frauen das Wahlrecht. Gleichzeitig wurde für die Zweite Kammer und die Provinzparlamente die Verhältniswahl eingeführt. Das hatte große Folgen für den Senat. 1922 wurde der gesamte Senat neu gewählt, nachdem 1919 erstmals alle Männer an den Wahlen zu den Provinzparlamenten teilnehmen durften. Die nichtkonfessionellen Parteien (Freisinn, Sozialdemokratie und die von 14 auf 1 Sitz gefallenen Liberalen) stellten acht Senatoren, die Konfessionellen gewannen stark dazu und kamen auf 42.
Bezüglich des Senats selbst kam es 1923 zur Ausarbeitung des Verhältniswahlsystems. Die Senatoren wurden nur noch für je sechs Jahre statt neun gewählt. Die Stimmen der Provinzparlamentarier erhielten einen Stimmwert abhängig von der Einwohnerzahl der Provinz. Außerdem wählten die Provinzen nicht mehr einzeln mit absoluter Mehrheit, sondern in Gruppen von Provinzen:
- Gruppe I: Noord-Brabant, Limburg, Utrecht, Zeeland (13 Sitze, ab 1956: 21 Sitze)
- Gruppe II: Gelderland, Overijssel, Groningen, Drenthe (13 Sitze, ab 1956: 19 Sitze)
- Gruppe III: Noord-Holland, Friesland (12 Sitze, ab 1956: 17 Sitze)
- Gruppe IV: Zuid-Holland (12 Sitze, ab 1956: 18 Sitze)[36]

Alle drei Jahre fand eine Teilerneuerung statt, wobei die Senatoren der Gruppen I und III immer gleichzeitig gewählt wurden, ebenso die Senatoren der Gruppen II und IV. Die Senatoren wurden innerhalb der Gruppen mit Parteilisten gewählt. Das machte die Wahlen berechenbar und lud zu taktischem Wahlverhalten der Provinzparlamentarier ein. Eine Partei konnte ausrechnen, auf wie viele Senatoren sie kam, und wie viele ihrer Stimmen als „Reststimmen“ keinen weiteren Senatoren erbrachten. Die Reststimmen mehrerer Parteien konnten einen Senatoren ausmachen. So stimmten 1946 einige nordholländische katholische Provinzparlamentarier für die Antirevolutionären und verhinderten damit einen Senator für die Kommunisten. 1981 wählten einige Sozialdemokraten in Gruppe I die Christdemokraten, auf diese Weise kam eine andere Reststimmenregelung zum Zuge, so dass die Demokraten einen zusätzlichen Senator bekamen.

## Belege
1. ↑  Erik Knippenberg: De Senaat. Rechtsvergelijkend onderzoek naar het House of Lords, de Sénat, de Eerste Kamer en de Bundesrat. Diss. Maastricht, Sdu Uitgevers. Den Haag 2002, S. 25/26.
2. ↑  Erik Knippenberg: De Senaat. Rechtsvergelijkend onderzoek naar het House of Lords, de Sénat, de Eerste Kamer en de Bundesrat. Diss. Maastricht, Sdu Uitgevers. Den Haag 2002, S. 26.
3. ↑  Bert van den Braak: De Eerste Kamer. Geschiedenis, samenstelling en betekenis 1815-1995. Diss. Leiden, Den Haag 1998, S. 13, 29.
4. ↑  Bert van den Braak: De Eerste Kamer. Geschiedenis, samenstelling en betekenis 1815-1995. Diss. Leiden, Den Haag 1998, S. 30–33, 35.
5. ↑  Bert van den Braak: De Eerste Kamer. Geschiedenis, samenstelling en betekenis 1815-1995. Diss. Leiden, Den Haag 1998, S. 13, S. 34.
6. ↑  Bert van den Braak: De Eerste Kamer. Geschiedenis, samenstelling en betekenis 1815-1995. Diss. Leiden, Den Haag 1998, S. 34–36.
7. ↑  Nach: Bert van den Braak: De Eerste Kamer. Geschiedenis, samenstelling en betekenis 1815-1995. Diss. Leiden, Den Haag 1998, S. 34–36.
8. ↑  Horst Lademacher: Geschiedenis van Nederland. Het Spectrum. Utrecht 1993, S. 269.
9. ↑  Bert van den Braak: De Eerste Kamer. Geschiedenis, samenstelling en betekenis 1815-1995. Diss. Leiden, Den Haag 1998, S. 55/56.
10. ↑  Bert van den Braak: De Eerste Kamer. Geschiedenis, samenstelling en betekenis 1815-1995. Diss. Leiden, Den Haag 1998, S. 43.
11. ↑  Frank de Vries: De staatsrechtelijke positie van de Eerste Kamer. Diss. Groningen, Kluwer. Deventer 2000, S. 22/23.
12. ↑  Bert van den Braak: De Eerste Kamer. Geschiedenis, samenstelling en betekenis 1815-1995. Diss. Leiden, Den Haag 1998, S. 46.
13. ↑  Frank de Vries: De staatsrechtelijke positie van de Eerste Kamer. Diss. Groningen, Kluwer. Deventer 2000, S. 24–27.
14. ↑  Frank de Vries: De staatsrechtelijke positie van de Eerste Kamer. Diss. Groningen, Kluwer. Deventer 2000, S. 28/29.
15. ↑  Frank de Vries: De staatsrechtelijke positie van de Eerste Kamer. Diss. Groningen, Kluwer. Deventer 2000, S. 29–31.
16. ↑  Bert van den Braak: De Eerste Kamer. Geschiedenis, samenstelling en betekenis 1815-1995. Diss. Leiden, Den Haag 1998, S. 96–98.
17. ↑  Frank de Vries: De staatsrechtelijke positie van de Eerste Kamer. Diss. Groningen, Kluwer. Deventer 2000, S. 32.
18. ↑  Frank de Vries: De staatsrechtelijke positie van de Eerste Kamer. Diss. Groningen, Kluwer. Deventer 2000, S. 33/34.
19. ↑  Frank de Vries: De staatsrechtelijke positie van de Eerste Kamer. Diss. Groningen, Kluwer. Deventer 2000, S. 36.
20. ↑  Frank de Vries: De staatsrechtelijke positie van de Eerste Kamer. Diss. Groningen, Kluwer. Deventer 2000, S. 38/39.
21. ↑  Frank de Vries: De staatsrechtelijke positie van de Eerste Kamer. Diss. Groningen, Kluwer. Deventer 2000, S. 41.
22. ↑  Frank de Vries: De staatsrechtelijke positie van de Eerste Kamer. Diss. Groningen, Kluwer. Deventer 2000, S. 42/43.
23. ↑  Frank de Vries: De staatsrechtelijke positie van de Eerste Kamer. Diss. Groningen, Kluwer. Deventer 2000, S. 45, 48/49.
24. ↑  Frank de Vries: De staatsrechtelijke positie van de Eerste Kamer. Diss. Groningen, Kluwer. Deventer 2000, S. 48.
25. ↑  Frank de Vries: De staatsrechtelijke positie van de Eerste Kamer. Diss. Groningen, Kluwer. Deventer 2000, S. 57/58.
26. ↑  Bert van den Braak: De Eerste Kamer. Geschiedenis, samenstelling en betekenis 1815-1995. Diss. Leiden, Den Haag 1998, S. 141–142.
27. ↑  Horst Lademacher: Geschiedenis van Nederland. Het Spectrum. Utrecht 1993, S. 479, 549.
28. ↑  Frank de Vries: De staatsrechtelijke positie van de Eerste Kamer. Diss. Groningen, Kluwer. Deventer 2000, S. 61–64, 68/69.
29. ↑  Frank de Vries: De staatsrechtelijke positie van de Eerste Kamer. Diss. Groningen, Kluwer. Deventer 2000, S. 71–73.
30. ↑  Frank de Vries: De staatsrechtelijke positie van de Eerste Kamer. Diss. Groningen, Kluwer. Deventer 2000, S. 81.
31. ↑  Bert van den Braak: De Eerste Kamer. Geschiedenis, samenstelling en betekenis 1815-1995. Diss. Leiden, Den Haag 1998, S. 93–95.
32. ↑  Bert van den Braak: De Eerste Kamer. Geschiedenis, samenstelling en betekenis 1815-1995. Diss. Leiden, Den Haag 1998, S. 95/96.
33. ↑  Bert van den Braak: De Eerste Kamer. Geschiedenis, samenstelling en betekenis 1815-1995. Diss. Leiden, Den Haag 1998, S. 95.
34. ↑  Bert van den Braak: De Eerste Kamer. Geschiedenis, samenstelling en betekenis 1815-1995. Diss. Leiden, Den Haag 1998, S. 143.
35. ↑  Bert van den Braak: De Eerste Kamer. Geschiedenis, samenstelling en betekenis 1815-1995. Diss. Leiden, Den Haag 1998, S. 143.
36. ↑  Bert van den Braak: De Eerste Kamer. Geschiedenis, samenstelling en betekenis 1815-1995. Diss. Leiden, Den Haag 1998, S. 167.
37. ↑  Bert van den Braak: De Eerste Kamer. Geschiedenis, samenstelling en betekenis 1815-1995. Diss. Leiden, Den Haag 1998, S. 413.